# ساتیاکم
ساتیاکم (به هندی: Satyakam) فیلمی محصول سال ۱۹۶۹ و به کارگردانی هریشیکش موکرجی است. در این فیلم بازیگرانی همچون درمندرا، آشوک کومار، شارمیلا تاگور، سانجیو کومار، ساریکا، آسرانی ایفای نقش کرده‌اند.